# Famille von Natzmer
La famille von Natzmer est une ancienne famille noble de Poméranie. La famille, dont certaines branches existent encore aujourd'hui, acquit plus tard des biens et une renommée dans la Marche de Brandebourg, la Saxe et la Silésie. La famille est apparentée à une lignée de la noblesse de lettres, qui est anoblie en 1832.

## Histoire

### Origine
La famille est mentionnée pour la première fois dans un document en 1208 avec Nacmarus comme châtelain de Demmin. En 1228, Nacimarus ou Nacimer est mentionné dans des documents. Ils sont probablement identiques aux châtelains Wizoslaus et Andreas Natzmer mentionnés par Kneschke et Zedlitz-Neukirch et apparaissant la même année, comme témoins dans une lettre de donation du village de Neurian à l'abbé de Walbuch, émise par le duc Warcisław de Poméramie-Demmin,.

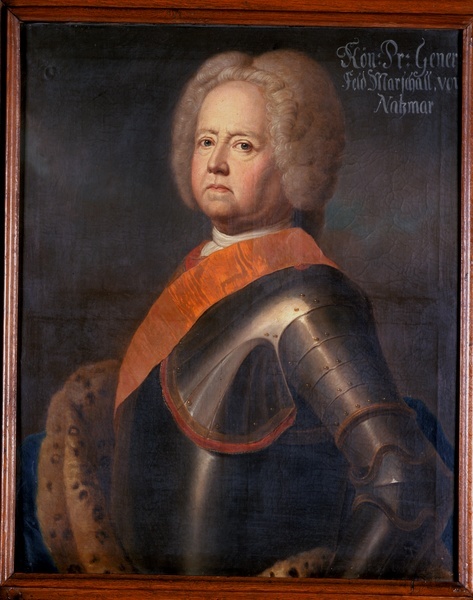
Dubislav Gneomar von Natzmer (1654-1739)

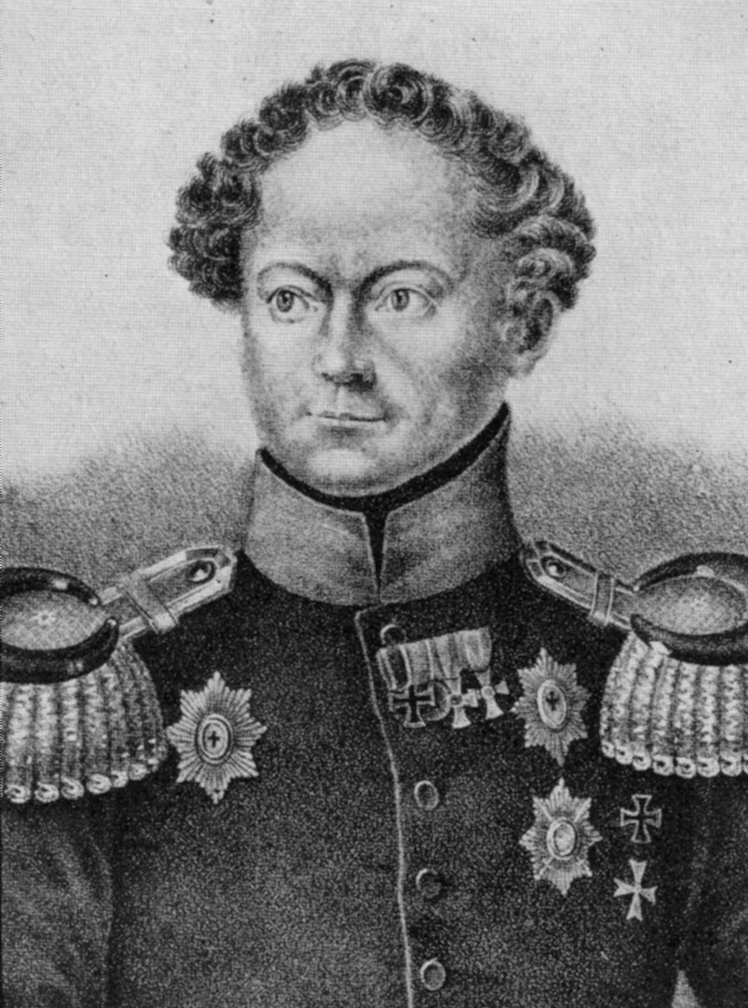
Oldwig von Natzmer (1782–1861)

La lignée ininterrompue commence en 1330 avec Peter von Natzmer sur Järshagen, marié avec Ida von Zitzewitz de la branche de Varzin.

### Expansion et personnalités
L'un des descendants de l'ancêtre Peter est Carsten Natzmer auf Ristow, qui vit vers 1470. Il est le grand-père des frères Hans auf Ritzenhagen et Heinrich Bogislaus Natzmer. Hans sert comme Rittmeister en France et en Espagne, mais ne peut perpétuer la lignée. Son frère Heinrich Bogislaus devient vers 1468 conseiller ducal de Poméranie et bailli à Stolp. De ses trois fils, Wilhelm est prélat de Cammin en 1488, prévôt de la cathédrale de Stolpe et enfin sénéchal de Draheim (de). Anton auf Ristow apparaît en 1527 en tant qu'envoyé de l'évêque de Cammin à la Diète d'Empire à Ratisbonne. Il devient plus tard conseiller et maréchal de la cour du duc Barnim IX de Poméranie.
Anton (II) von Natzmer auf Gutzmin, fils de Claus von Natzmer, frère d'Anton et de Wilhelm, est initialement conseiller privé ducal de Poméranie et devient plus tard bailli de Stolpe et capitaine de Lauenbourg. Ses petits-fils sont Joachim Heinrich von Natzmer (mort en 1670) à Gutzmin et Dubislaus à Vellin, administrateur d'arrondissement de Poméranie ultérieure. Joachim Heinrich  épouse Barbara von Weyer et devient administrateur d'arrondissement brandebourgeois en Poméranie. Il laisse deux fils, Claus Ernst et Dubislav Gneomar von Natzmer (1654-1739). Claus Ernst von Natzmer (mort en 1702) est d'abord conseiller supérieur ducal de Wurtemberg, plus tard conseiller privé et prévôt princier de Bayreuth, et à partir de 1695 conseiller privé de Brandebourg, prélat de Cammin et capitaine de Quackenburg. Son frère Dubislav Gneomar von Natzmer est l'un des membres les plus importants de la famille. Il est chef du régiment des gens d'armes (de), capitaine officiel entre autres à Neugardten et Massow, prélat à Colberg et seigneur à Groß- et Klein-Jannewitz, Gutzmin, Lubow et Wobesde. Il meurt en 1739 en tant que maréchal prussien (depuis 1728). Il est d'abord marié avec Sophie von Wrech et ensuite avec Charlotte Justine von Gersdorf (morte en 1763), veuve comtesse von Zinzendorf und Pottendorf (de). De ce dernier mariage naissent les fils de Carl Dubislaus (mort en 1737), gouvernement prussien et conseiller de guerre à Stettin, et de Heinrich Ernst (mort en 1739), capitaine de cavalerie prussien. Les deux fils sont morts célibataires avant leur père.
Même plus tard, de nombreux membres de la famille se sont distingués, en particulier dans les services d'État, de cour et militaires prussiens. Georg Christoph von Natzmer (1692–1751) devient un général de division prussien. En 1806, dix membres de la famille servent comme officiers dans l'armée prussienne. Oldwig Anton Leopold von Natzmer (1782-1861) est premier lieutenant et adjudant dans le 1er bataillon de la Garde, devient plus tard aide de camp d'escadre du roi de Prusse, général de corps d'armée et commandant général du 1er corps d'armée à Königsberg. Il meurt en 1861 en tant qu'adjudant général principal et général d'infanterie dans son domaine de Matzdorf dans l'arrondissement de Kreuzburg-en-Haute-Silésie (de). Son mariage avec Luise Henriette comte von Richthofen de la branche de Kohlhöhe (de) à Breslau en 1824 reste sans enfant.
Le 13 février 1902, une association familiale et, en même temps, une fondation familiale sont créées.

### Possessions
Dès le XVe siècle, la famille von Natzmer possède de vastes propriétés foncières, dont quelques anciens fiefs peuvent être conservés jusqu'à une époque récente. Par la suite, des achats, des mariages et des successions permettent d'acquérir des biens dans le Brandebourg, en Saxe et en Silésie. Au début du XVIIIe siècle, la famille possède Lubow ainsi que Gutzmin et Vettrin, possèdent des biens dans l'arrondissement de Schlawe-en-Poméranie (de) et Wobeste dans l'arrondissement de Stolp. Plus tard, la famille possède également Gross-Jannewitz et Klein-Jannewitz. Plusieurs des biens acquis par achat sont à l'origine des fiefs de la famille von Knuth. Le maréchal général Dubislav Gneomar von Natzmer possède entre autres les domaines de Gutzmin, Lubow et Wobesde appartenant aux von Knuth. Ce dernier revient au capitaine et major de la Garde, Wulf Heinrich von Natzmer, qui le vend à un major von Bandemer (de)
Au milieu du XIXe siècle, les von Natzmer possèdent dans le royaume de Prusse les manoirs de Radem dans l'arrondissement de Regenwalde (de), Borkow dans l'arrondissement de Schlawe et Donaborow et Jankow dans l'arrondissement de Schildberg (de) .
Vers 1900, une autre propriété s'ajoute à la liste : Trebendorf, également non loin de Cottbus, en Lusace. Les descendants du conseiller de la chevalerie Gneomar von Natzmer (1852-1913) peuvent conserver ces biens jusqu'à la réforme agraire. Depuis 1914 au plus tard, le lieutenant de l'époque, Gneomar von Natzmer-Trebendorf (1883-1968), est également le propriétaire de Gahry. Il est notamment chevalier d'honneur de l'ordre de Saint-Jean et, à la fin, colonel dans l'armée de l'air. La taille des propriétés récentes est attestée par les annuaires agricoles des éditions 1907 à 1929, publiés comme sources officielles . Il convient également de mentionner le manuel publié prématurément des propriétés foncières de la province de Brandebourg jusqu'en 1921. Le dernier propriétaire est le petit-fils du premier nommé, le lieutenant G. von Natzmer-Gahry (jun.).

### Lignée légitimée
Oldwig (né en 1819), fils naturel du colonel prussien Hans von Natzmer de la branche de Pretzsch et de Rosalie Vellin, reçoit le 5 mai 1832 la légitimation de noblesse prussienne en conservant le nom et les armoiries de son père.

## Armes
Le blason montre un lion rouge en argent. Trois plumes d'autruche (séquence de couleurs rouge-argent-rouge) sur le casque avec des lambrequins rouges et argentés .

## Personnalités
- Dubislav Gneomar von Natzmer (1654–1739), maréchal prussien
- Johann Christoph von Natzmer (de) (1691-1743), général de division saxon
- Georg Christoph von Natzmer (1694–1751), général de division prussien et chef du 4e régiment de hussards
- Wolf Heinrich Ernst von Natzmer (de) (1698–1770), gouverneur officiel de Saxe-Weissenfels et propriétaire du manoir
- Ewald Georg von Natzmer (de) (~1721–1773), avocat judiciaire prussien, président du tribunal des États de Lauenburg et Bütow
- Hans Christoph von Natzmer (de) (1743-1807), général de division prussien et commandant du 54e régiment d'infanterie
- Wilhelm Dubislav von Natzmer (de) (1770–1842), général de division prussien, commandant en second de Dantzig
- Oldwig von Natzmer (1782–1861), général d'infanterie prussien et adjudant général du roi
- Karl Heinrich von Natzmer (de) (1799-1875), général de division prussien et commandant d'un 40e régiment de fusiliers
- Adolf von Natzmer (de) (1801-1884), lieutenant général prussien et commandant du 10e régiment de grenadiers et de la 25e brigade d'infanterie
- Ferdinand von Natzmer (1815-1868), général de division prussien et commandant du 50e régiment d'infanterie et de la 24e brigade d'infanterie
- Gneomar von Natzmer (1830-1888), général de division prussien
- Bruno von Natzmer (de) (1831–1867), chef mercenaire prussien, 1853/57 inspecteur général de l'armée nicaraguayenne
- Gneomar Ernst von Natzmer (de) (1832–1896), colonel prussien et écrivain militaire
- Wilhelm von Natzmer (1837-1913), général de division prussien
- Oldwig von Natzmer (de) (1842–1899), lieutenant général prussien et commandant de division
- Ernst von Natzmer (1852-1911), lieutenant général prussien
- Ernst-Oldwig von Natzmer (1868-1942), contre-amiral allemand et commandant d'une brigade navale
- Carl Oldwig von Natzmer (de) (1878-1943), administrateur de l'arrondissement de Pleschen (de) et propriétaire du manoir
- Gert von Natzmer (1895-1981), écrivain
- Renate von Natzmer (de) (1898-1935), espionne contre l'Empire allemand
- Oldwig von Natzmer (de) (1904-1980), lieutenant général allemand et chef d'état-major du centre du groupe d'armées
- Oldwig von Natzmer (1905-1942), administrateur de l'arrondissement de Welun (de)